# Ottmar von Behr
Ottmar Baron von Behr, in den USA nur Ottmar Behr genannt (* 1810 im Herzogtum Anhalt-Köthen; † 1856 in Deutschland) war ein deutscher Farmer und Schafzüchter, Meteorologe und Naturforscher.

## Familie
Behr war der Sohn des Premierministers des Herzogtums Anhalt-Köthen unter Herzog August Christian Friedrich. Sein Bruder war der Arzt und Politiker Alfred von Behr.
Er war verheiratet mit Luise Katzfass (* 1818; † 1881). Das Ehepaar hatte 4 Kinder, darunter auch einen gleichnamigen Sohn Ottmar jun.

## Leben
Behr studierte von 1836 bis 1839 Kameralwissenschaften in Berlin, wo er gemeinsam mit seinem Bruder Verbindungen zu den Junghegelianern unterhielt.
Behr war ein Freund des Geographen und Naturforschers Alexander von Humboldt und der Schriftstellerin Bettina von Arnim, nach der das Latin Settlement „Bettina“ im Llano County (Texas) benannt wurde.
Behr war Mitglied im sogenannten Holter Kreis. Der Holter Kreis war ein oppositioneller politischer Freundeskreis, der wiederholt – besonders in den Jahren 1845 bis 1847 – auf einem Jagdschloss in Schloss Holte bei Bielefeld zusammenkam. Auch der Dichter Hoffmann von Fallersleben war dem Holter Kreis verbunden.
Das Datum seiner Ankunft in Texas ist unbekannt, doch lebte er bereits 1846 in Houston, wo er auf Hermann Spieß traf, mit dem er bald wieder nach Deutschland zurückkehrte. Doch schon 1847 berichtete Gustav Dresel, der Agent des „Mainzer Adelsvereins“, dass Behr mit seiner Familie wieder aus Deutschland zurück und bei ihm in Galveston sei. Im selben Jahr erschien Behrs Buch Guter Rath für Auswanderer in Leipzig.
Im Jahr 1847 war Nicolaus Zink der erste Siedler der späteren Ortschaft Sisterdale, dem bekanntesten „Latin Settlement“ im Kendall County zwischen San Antonio (Texas) und Fredericksburg. Behr kam bald als zweiter Siedler dorthin und soll dieser Siedlung sogar ihren Namen gegeben haben. In der deutschen „Zeitung“ von Galveston vom 7. Juni 1848 propagiert Behr die Vorzüge von Texas, die Möglichkeiten für Siedler und die Freundlichkeit der dort lebenden Comanche.
Im Oktober 1853 war er einer von vier Sängern aus Sisterdale, die am ersten Sängerfest in New Braunfels (Comal County) teilnahmen.
In seinem Haus am Guadalupe River besaß er eine umfangreiche Bibliothek, vielleicht sogar überhaupt die erste in Texas. Er lebte als Schafzüchter und kreuzte deutsche mit mexikanischen Schafen. Außerdem betätigte er sich als Friedensrichter seines Countys. Außerdem soll er das örtliche Postamt betrieben haben.
In diesen Jahren erhielt er Besuch von Prinz Paul Wilhelm von Württemberg (1797–1860), John Russell Bartlett und Frederick Law Olmsted (1822–1903), die sich in dieser abgeschiedenen Wildnis an seiner Bücher- und Bildersammlung erfreuten.
Behr hatte einige Besitzungen in Deutschland, weshalb er auch regelmäßig dorthin zurückkehrte. Auf einer dieser Reisen starb er im Jahr 1856. Seine Witwe blieb mit ihren 4 Kindern jedoch in Texas, wo mindestens in den 1970er Jahren noch Nachkommen lebten.
Das damalige Haus von Ottmar Behr mit Postamt und Bibliothek brannte im Sezessionskrieg nieder. Sein Sohn Ottmar jun. baute 1870 allerdings an gleicher Stelle ein neues Haus, das heute Museum ist.

## Schriften
- Guter Rath für Auswanderer nach den Vereinigten Staaten von Nordamerika, mit besonderer Berücksichtigung von Texas. Vorzüglich für Landleute und Handwerker nach eigner Erfahrung geschrieben, Verlag R. Friese, Leipzig 1847.